# Wilhelminaplein (métro de Rotterdam)
 Wilhelminaplein est une station de la section commune à la ligne D et la ligne E du métro de Rotterdam. Elle est située sous la Wilhelminaplein à proximité du pont Érasme, dans le quartier Kop van Zuid au centre de Rotterdam au Pays-Bas.

## Situation sur le réseau

Plan du métro.

Établie en souterrain, la station Wilhelminaplein, est située sur la section commune de la ligne D et la ligne E du métro de Rotterdam. Entre la station, de la section (D+E) Leuvehaven, en direction du terminus nord de la ligne D Rotterdam-Centrale et en direction du terminus nord de la ligne E La Haye-Centrale ; et la station Rijnhaven, en direction du terminus sud de la ligne E Slinge et du terminus sud de la ligne D De Akkers,,.
Elle dispose des deux voies de la ligne, encadrées par deux quais latéraux.

## Histoire
La station Wilhelminaplein est mise en service 4 juin 1997, c'est une station ajoutée sur une ligne déjà en service.
En décembre 2009, lors de la réorganisation et la nouvelle dénomination, des lignes du métro, elle devient une station de passage de la section commune à la ligne D et  la ligne E.

## Services aux voyageurs

### Accès et accueil
Elle dispose d'accès équipés d'escaliers et d'escaliers mécaniques. Des ascenseurs permettent son accessibilité aux personnes à la mobilité réduite. Elle dispose notamment d'automates pour l'achat ou la recharge de titres de transport.

Installations
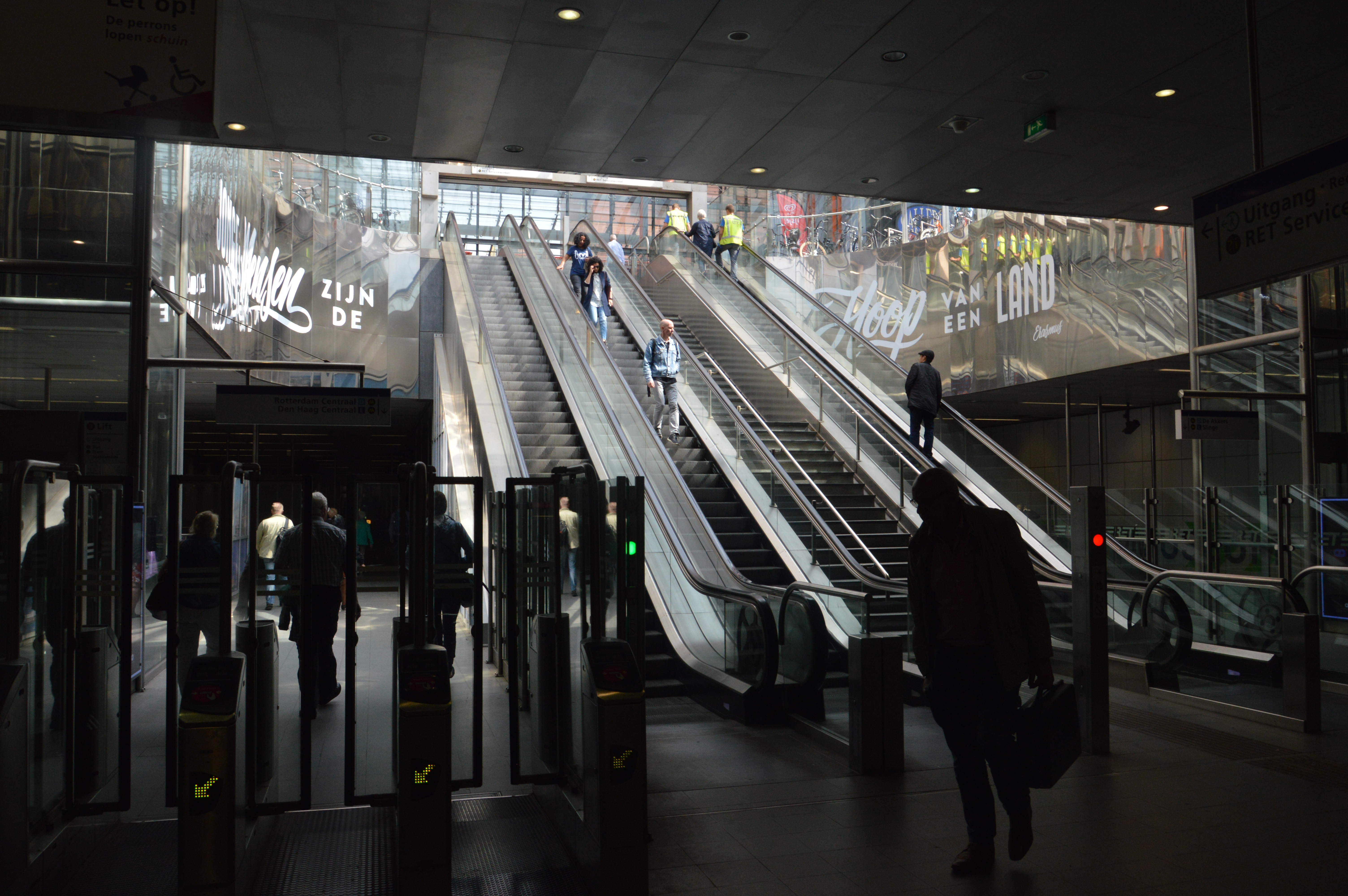
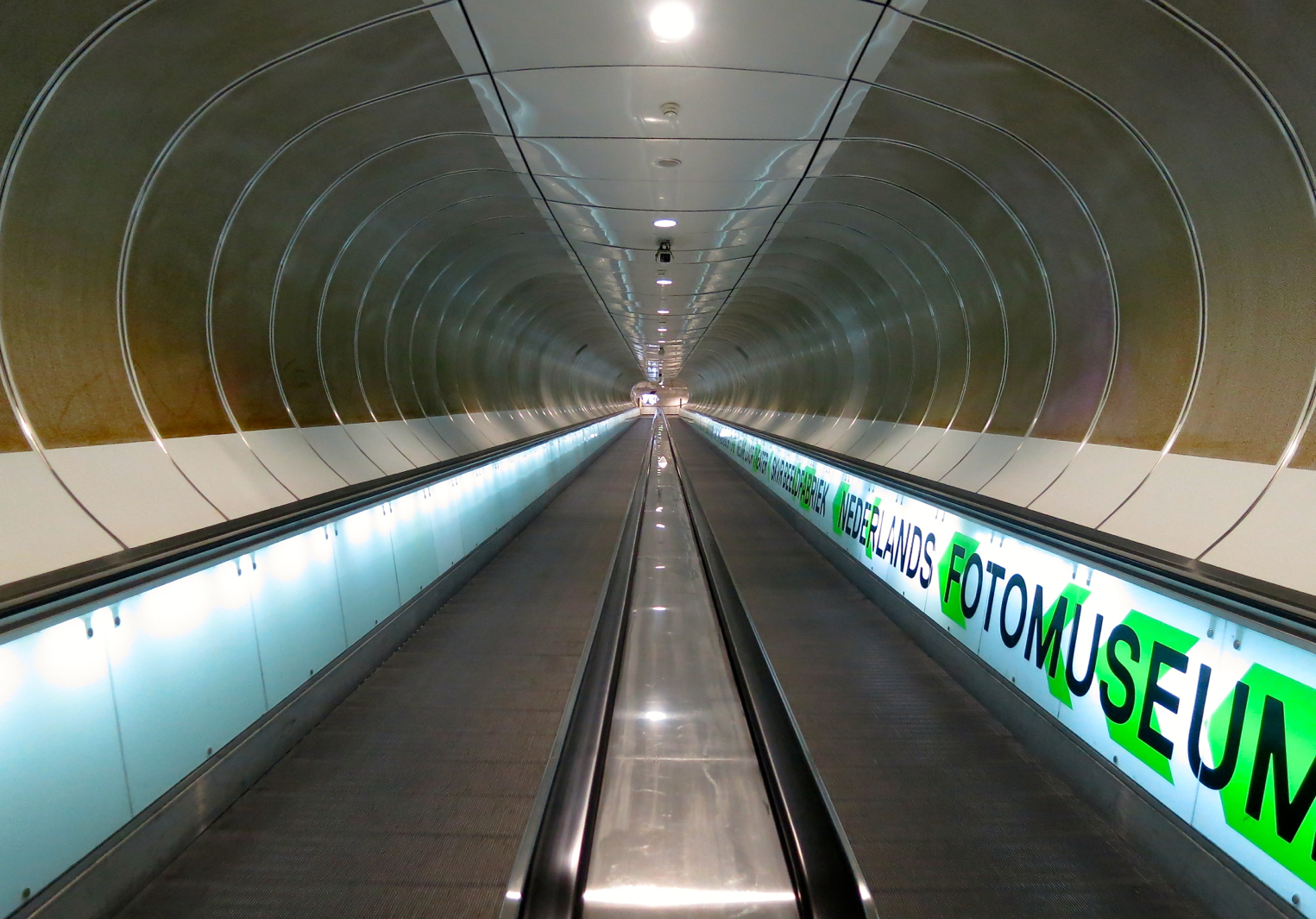
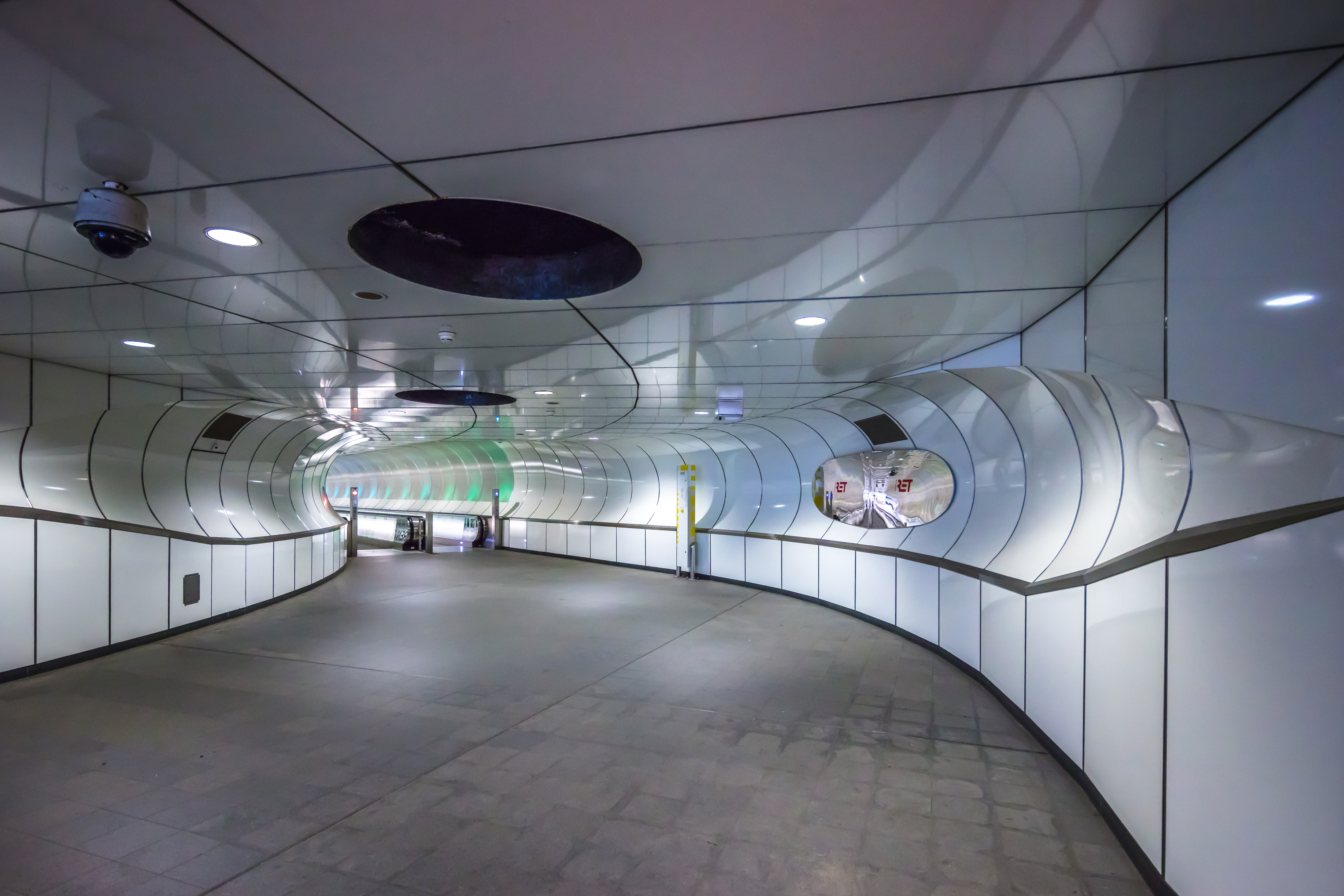

### Desserte
Wilhelminaplein est desservie par les rames de la ligne D et de la ligne E.

Installations et desserte
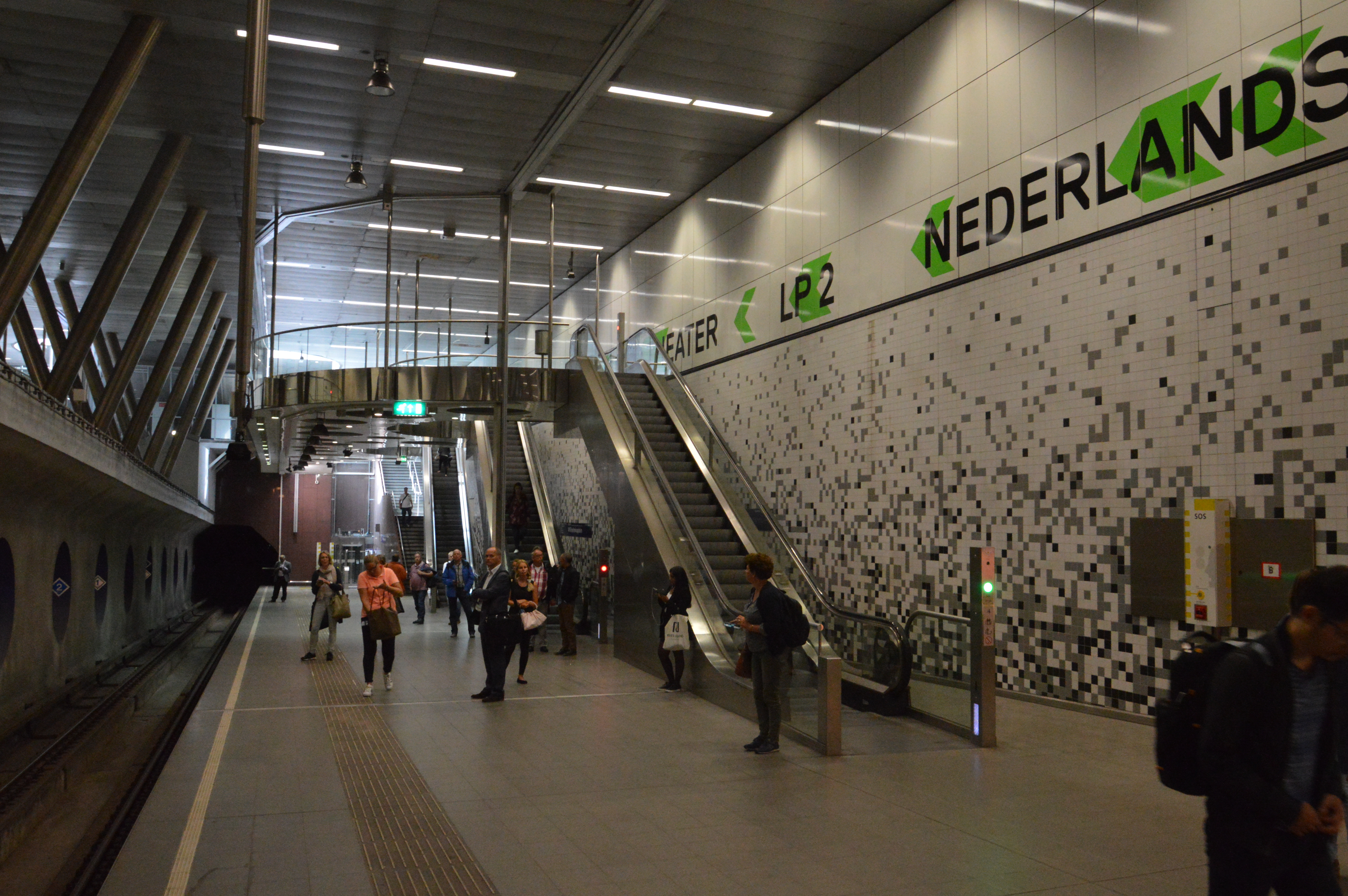
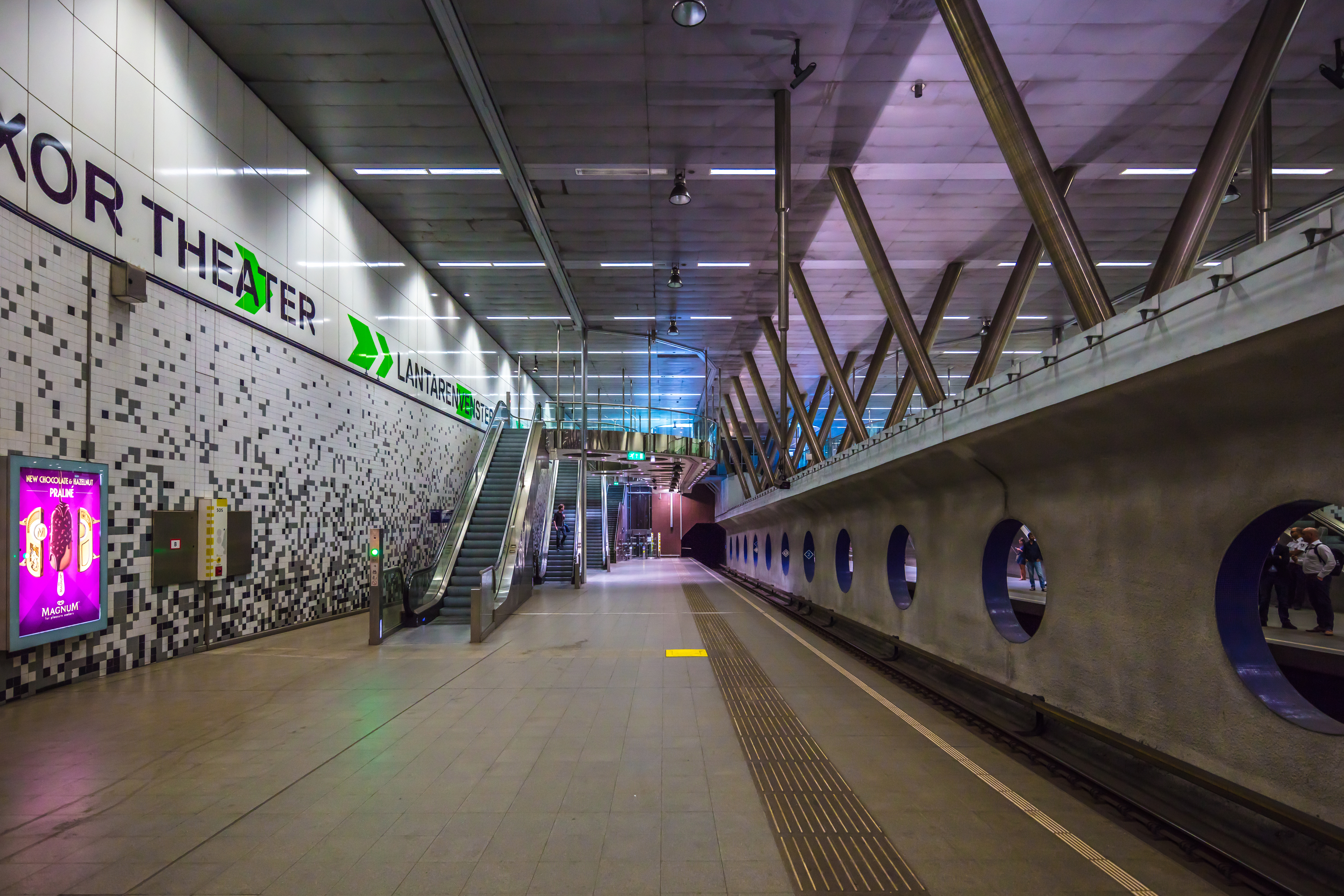
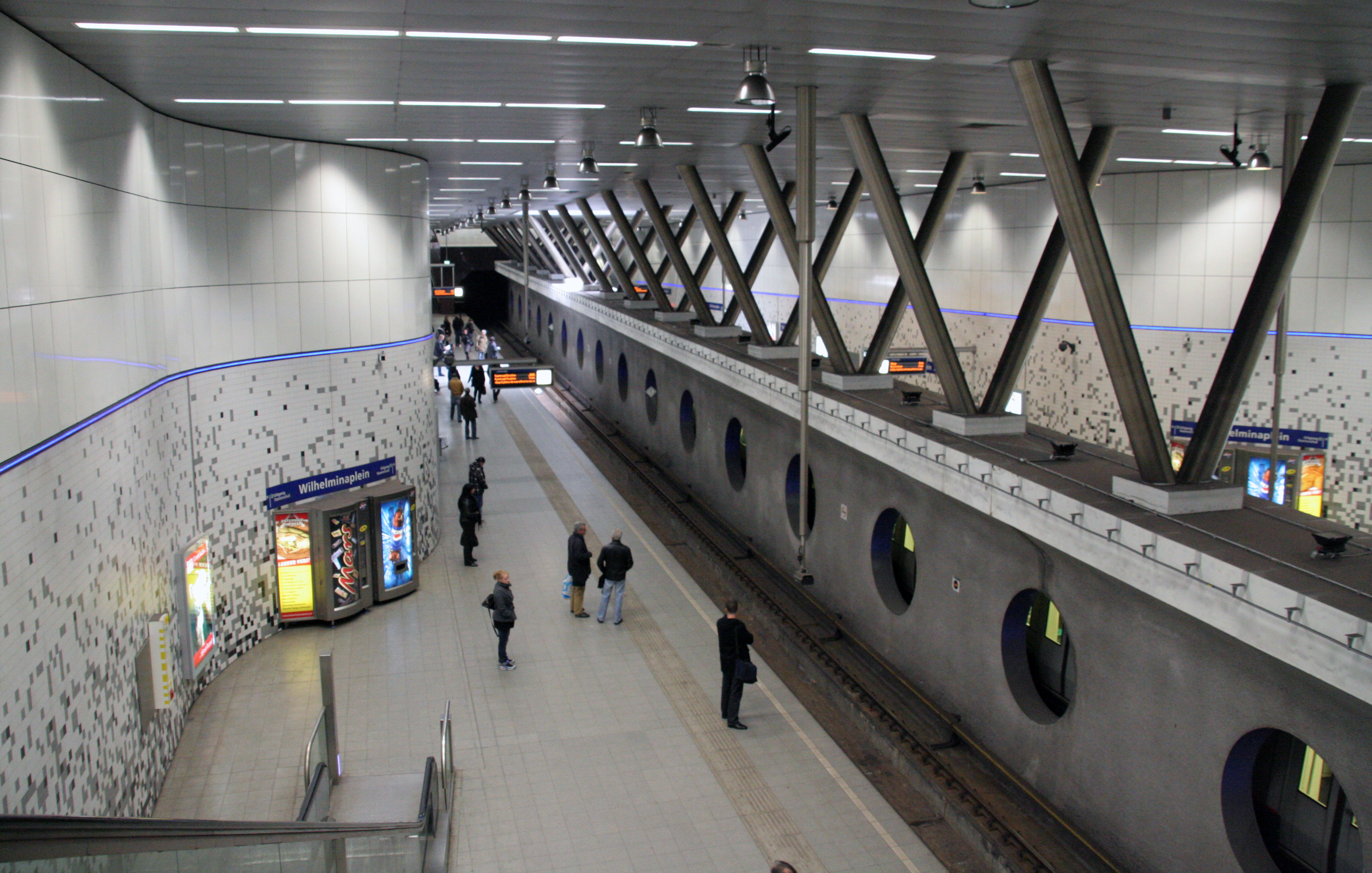

### Intermodalité
La station est desservie par les lignes 19, 20 , 23 et 25 du tramway de Rotterdam, ainsi que par les bus de nuit BOB des lignes B11 et B16.

## À proximité
- Rotterdam-Centre
- Kop van Zuid
- Pont Érasme
- Théâtre Luxor